# Xanthophyllum chartaceum
Xanthophyllum chartaceum är en jungfrulinsväxtart som beskrevs av V. d. Meijden. Xanthophyllum chartaceum ingår i släktet Xanthophyllum och familjen jungfrulinsväxter. Inga underarter finns listade i Catalogue of Life.